# Lacrost
Lacrost ist eine französische Gemeinde mit 695 Einwohnern (Stand: 1. Januar 2022) im Département Saône-et-Loire in der Region Bourgogne-Franche-Comté. Sie gehört zum Arrondissement Mâcon und zum Kanton Tournus. Lacrost ist Mitglied im Gemeindeverband Communauté de communes Mâconnais-Tournugeois.

## Geographie
Lacrost liegt etwa 27 Kilometer nordnordöstlich von Mâcon und etwa 36 Kilometer südsüdöstlich von Chalon-sur-Saône im Weinbaugebiet Bourgogne an der Saône. Umgeben wird Lacrost von den Nachbargemeinden Simandre im Norden und Nordosten, L’Abergement-de-Cuisery im Osten und Südosten, Préty im Süden sowie Tournus im Westen.

## Bevölkerungsentwicklung
| Jahr                      | 1962 | 1968 | 1975 | 1982 | 1990 | 1999 | 2006 | 2011 | 2016 |
| Einwohner                 | 584  | 555  | 594  | 593  | 594  | 598  | 570  | 694  | 726  |
| Quelle: Cassini und INSEE |      |      |      |      |      |      |      |      |      |

## Sehenswürdigkeiten
- Nekropole von Les Prés-de-l’Eau, Monument historique seit 1934
- Kirche Sainte-Cécile
- Brunnen
- Schloss Grenod, Gebäude aus dem 16./17. Jahrhundert, Monument historique seit 1976

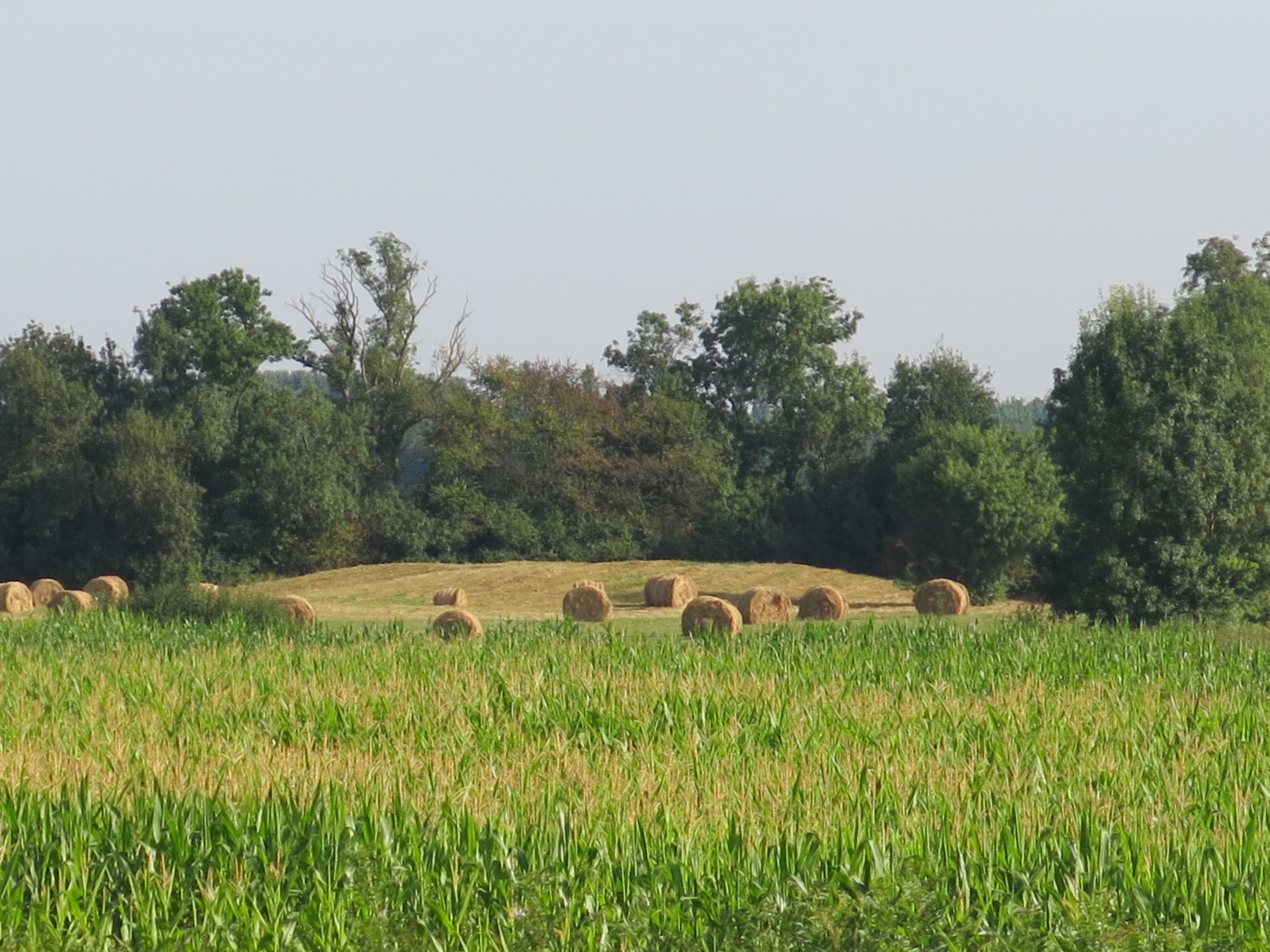
Feld über der Nekropole von Les Prés-de-l’Eau
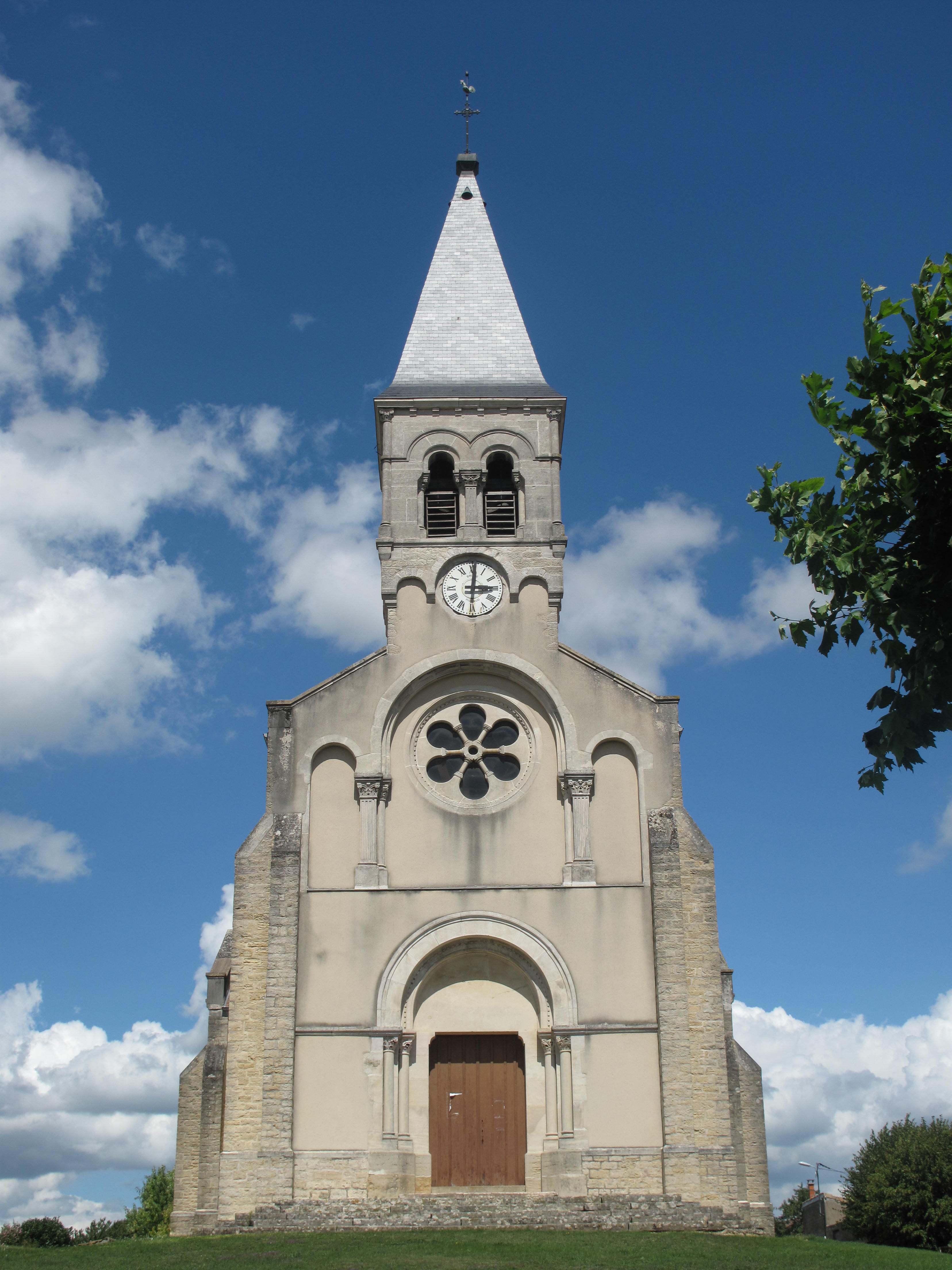
Kirche Sainte-Cécile